# He Is Your Brother
He Is Your Brother je píseň nahrána v roce 1972 švédskou hudební skupinou ABBA. Ve formě singlu byla vydána pouze ve Skandinávii a později na novozélandském trhu prostřednictvím místního vydavatelství Family Label. Katalogové číslo singlu je FAY 1054. Skladbu obsahuje debutové album Ring Ring, které vyšlo roku 1973 ve Skandinávii a několika dalších evropských státech, nikoli však ve Spojeném království. Ve švédské hitparádě Tio i topp dosáhl singl na 1. místo.

## Seznam skladeb
A. He Is Your Brother – 3:18
B. Santa Rosa – 3:01

## Píseň
Hudbu i texty k písním "He Is Your Brother" a "Santa Rosa" napsala autorská dvojice Benny Andersson a Björn Ulvaeus. Všichni čtyři členové skupiny ABBA se v písni "He Is Your Brother" střídají na hlavních vokálech.
Píseň se stala jednou z prvních oblíbených mezi členy skupiny a byla jedinou z éry před vydáním singlu Waterloo, kterou ABBA hrála na koncertním turné po Evropě a Austrálii v roce 1977. Je uvedena ve filmu ABBA: The Movie, jenž turné mapuje. ABBA ji také zahrála na benefičním koncertu Music for UNICEF v lednu 1979, kde si ji s nimi spontánně zazpívala řada jiných umělců.

## Coververze
coververze skladby vznikla roku 1999 v rámci pocty Abbě na albu First Flight popové kapely Arrival.

## Santa Rosa
B strana obsahuje píseň Santa Rosa, která se původně jmenovala Grandpa's Banjo a prvně byla nahrána v roce 1972 se záměrem vydat ji ve formě singlu na japonském trhu.